# Johann Fast
Johann D. Fast ('s-Gravenhage, 5 april 1905 - Eindhoven, 9 september 1991) was een Nederlands hoogleraar scheikunde.
Fast begon in 1923 te werken als ongestudeerd laboratoriummedewerker aan het NatLab van de N.V. Philips Gloeilampenfabriek in Eindhoven. Als autodidakt wist hij zich snel op te werken tot vooraanstaand scheikundige, en werd in 1939 benoemd tot wetenschappelijk onderzoeker aan het NatLab, waar hij tot zijn pensioen werkzaam was. In 1937 publiceerde hij zijn eerste monograaf over zirkonium, en in 1947 zijn eerste boek Entropie, dat later in vele talen vertaald zou worden. Hij werd in 1955 benoemd tot hoogleraar metaalkunde aan de TU Delft, waar hij in 1965 tevens een eredoctoraat ontving. In 1964 werd hij benoemd tot gewoon hoogleraar aan de TU Eindhoven.
Als wetenschapper legde hij zich toe op de thermodynamica, en werkte onder andere samen met Jan Hendrik de Boer en Anton Eduard van Arkel aan de verfijning van een proces voor de scheiding van de chemische elementen hafnium en zirkonium. In 1971 ontving hij de Gilles Holstprijs voor zijn werk.
Later in zijn leven legde hij zich toe op het populariseren van de natuurwetenschappen, in het bijzonder door twee boeken uitgegeven als speciale edities in de reeks Natuur en Techniek: Materie en Leven en Energie uit Atoomkernen. Beide boeken zijn in vele talen vertaald, en gelden nog altijd als toegankelijke introducties tot twee complexe onderwerpen.

## Voornaamste publicaties
- Energie uit atoomkernen (Natuur en Techniek, 1980)
- Gases in metals (Macmillan, 1976)
- Materie en leven (Natuur en techniek, 1972)
- Entropy (Centrex, 1968)
- Entropy (McGraw-Hill, 1962)
- Interaction of metals and gases (Academic Press, 1965)
- Entropie (D. B. Centen, 1948)
- Entropy (Routledge, January 1, 1970)

- Bibsys: 90126429
- Bibliothèque nationale de France: cb12391240v (data)
- CiNii: DA00154649
- Gemeinsame Normdatei: 12349026X
- International Standard Name Identifier: 0000 0001 0902 4090
- Library of Congress Control Number: n81058605
- Bibliotheek van het Japanse parlement: 00439255
- Nationale bibliotheek van Australië: 36524013
- Nationale Bibliotheek van Israël: 987007433184305171
- Nederlandse Thesaurus van Auteursnamen: 068258550
- Réseau des bibliothèques de Suisse occidentale: 02-A003232765
- Système universitaire de documentation: 03300076X
- Virtual International Authority File: 54231206
- WorldCat: E39PBJgH8hCpVMmCG89QdXYgKd